# Mary Alice
Mary Alice Smith (Indianola (Mississippi), 3 december 1941 – New York, 27 juli 2022) was een Amerikaans actrice. Zij speelt de rol van 'the Oracle' in deel 3 van The Matrix, the Matrix Revolutions. Deze rol werd in de eerste twee delen gespeeld door Gloria Foster, maar nadat die tijdens de opnames van deel 2 overleed kreeg Alice de rol van Oracle.
Ze is ook bekend door haar rol als Leticia in A Different World en als Lottie in A Perfect World. Mary Alice was ook te zien in de films Awakenings en Down in the Delta.
- Bibsys: 5021369
- Bibliothèque nationale de France: cb14149054t (data)
- International Standard Name Identifier: 0000 0000 5083 9155
- Library of Congress Control Number: nr00000056
- Nationale Bibliotheek van Israël: 987007350437405171
- Nationale Bibliotheek van Polen: a0000001858547
- SNAC: w6429p7k
- Virtual International Authority File: 19889494
- WorldCat: E39PBJwMDwFfmHwHbWDDcC7PwC